# TCBY
TCBY ou The Country's Best Yogurt est une chaîne de restaurants américaine de vente de yaourts glacés,. Le premier restaurant est ouvert à Little Rock dans l'Arkansas en 1981.